# Copa del Mundo de Ciclismo de 1994
La Copa del Mundo de Ciclismo en el año 1994 tuvo los siguientes resultados:

## Calendario
| Carrera                     | Fecha        | Vencedor             | Equipo del vencedor |
| --------------------------- | ------------ | -------------------- | ------------------- |
| Milán-San Remo              | 19 de marzo  | Giorgio Furlan       | Gewiss-Ballan       |
| Tour de Flandes             | 3 de abril   | Gianni Bugno         | Polti               |
| París-Roubaix               | 10 de abril  | Andréi Chmil         | Lotto               |
| Lieja-Bastoña-Lieja         | 17 de abril  | Yevgeni Berzin       | Gewiss-Ballan       |
| Amstel Gold Race            | 23 de abril  | Johan Museeuw        | GB-MG Maglificio    |
| Clásica de San Sebastián    | 6 de agosto  | Armand De Las Cuevas | Castorama           |
| Leeds International Classic | 15 de agosto | Gianluca Bortolami   | Mapei-Clas          |
| G. P. de Suiza              | 21 de agosto | Gianluca Bortolami   | Mapei-Clas          |
| París-Tours                 | 2 de octubre | Erik Zabel           | Telekom-Eddy Merckx |
| Giro de Lombardía           | 8 de octubre | Vladislav Bobrik     | Gewiss-Ballan       |

## Clasificaciones finales

### Clasificación individual
| Posición | Corredor           | Equipo              | Puntos |
| -------- | ------------------ | ------------------- | ------ |
|          | Gianluca Bortolami | Mapei-Clas          | 151    |
| 2        | Johan Museeuw      | GB-MG Maglificio    | 125    |
| 3        | Andréi Chmil       | Lotto               | 115    |
| 4        | Claudio Chiappucci | Carrera Jeans       | 89     |
| 5        | Giorgio Furlan     | Gewiss-Ballan       | 87     |
| 6        | Lance Armstrong    | Motorola            | 80     |
| 7        | Gianni Bugno       | Polti               | 63     |
| 8        | Erik Zabel         | Telekom-Eddy Merckx | 50     |
| 9        | Franco Ballerini   | Mapei-Clas          | 50     |
| 10       | Bruno Cenghialta   | Gewiss-Ballan       | 45     |

### Clasificación por equipos
| Posición | Equipo           | Puntos |
| -------- | ---------------- | ------ |
| 1        | GB-MG Maglificio | 89     |
| 2        | Motorola         | 53     |
| 3        | Gewiss-Ballan    | 51     |